# Teorija grupa
Teorija grupa je grana matematike koja se bavi proučavanjem grupa i njihovih svojstava. Grupe su jedna od temeljnih struktura u matematici, a opisuje zakonitosti koje zadovoljavaju elementi određenog nepraznog skupa.